# Wekerom

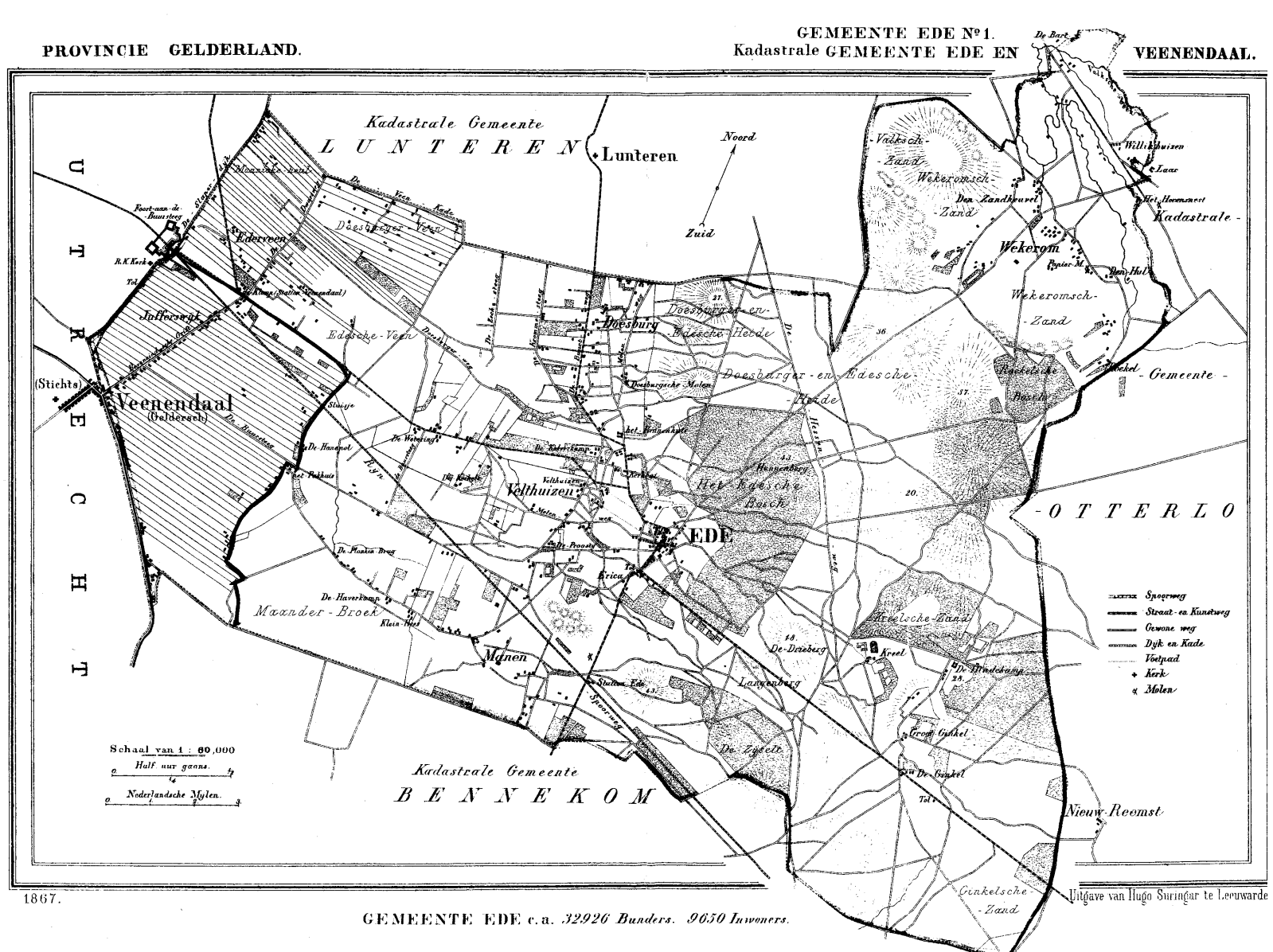
Wekerom in 1867 ten zuiden van het huidige Wekerom

Wekerom (Nedersaksisch: Wekerum) is een dorp in het noordoosten van de gemeente Ede in de Nederlandse provincie Gelderland, gelegen in de Gelderse Vallei, vlak bij de Veluwe. Het dorp heeft 2.885 inwoners (2023).
De meeste inwoners zijn behoudend christelijk en behoren tot de Hervormde Gemeente (PKN) of Gereformeerde Gemeenten. De SGP behaalde bij de gemeenteraadsverkiezingen van 2010 60,61% van de stemmen in het dorp, het CDA 11,42%, ChristenUnie 9,26%, GemeenteBelangen 4,23%, PvdA 2,07%, Burgerbelangen 1,53%, GroenLinks/PE 1,44% en D66 1,17%.
In de zomermaanden verblijven er op de omliggende campings veel toeristen.
Dwars door het dorp stroomt oost-west de Grote Valkse beek in de volksmond de dorpsbeek of Barneveldse Beek genoemd. De beek gaat onder de doorgaande weg door.

## Geschiedenis
In de geschiedschrijving komt in 814 voor het eerst de naam Wicherumloo, het latere Wekerom, voor. Wekerom is ontstaan op de flanken van de hogere stuwwalgronden, waar op plaatselijk opduikende zandruggen langs de Grote Valksebeek en de Willinkhuizerbeek de eerste boerderijen werden gebouwd. Van deze boerderijen bestaat er nog een. Dit gedeelte ligt langs de Roekelse weg. Uitbreiding vond als lintbebouwing plaats in de tussenliggende zone langs de huidige Edeseweg, die geleidelijk is opgevuld met bebouwing met verschillende functies. Later zijn hier zowel ten noorden als ten zuiden huizen bijgebouwd en is er aan de noordoostelijke kant een industrieterrein bij gekomen. Er heeft bij Wekerom ook een kasteel gelegen genaamd "het Laar" getuige een omgrachting op een kadasterkaart uit 1826. Uit 1471 is een inschrijving bekend van ene Evert van Delen tot Laer tot de ridderschap van de Veluwe. Het terrein staat als archeologisch monument geregistreerd. De huidige boerderij het Laar is nu nog van over.
In de Tweede Wereldoorlog zijn de silo's van het coöperatieve veevoederbedrijf gebombardeerd, waarbij er veel explosieven in de omliggende grond achterbleven. Na de oorlog is dit bedrijf weer opgebouwd en eind 1990 zijn de laatste explosieven opgeruimd. In februari 2022 zijn de silo's en gebouwen gesloopt om plaats te maken voor een woontoren met 32 appartementen, een ondergrondse parkeergarage en winkels onder de appartementen.
In de Tweede Wereldoorlog is er aan de Vijfsprongweg een vliegtuig neergestort. Een gebeurtenis die destijds een diepe indruk maakte. Op de plaats van het ongeluk staat nu een monument voor de omgekomen vlieger. De vlieger was 2e luitenant Robert N. Greene uit Norfolk (Virginia). Robert Greene was jachtvlieger in een Republic P-47D Thunderbolt van de 353 ste Flighter Group van de Amerikaanse Achtste Luchtmacht, gestationeerd op de vliegbasis Raydon in Engeland. Op 17 september 1944 ondersteunde zijn eenheid de Airborne landingen bij Arnhem (operatie Market Garden). Hun taak was om Duits luchtdoelgeschut in de omgeving uit te schakelen, zodat de luchtlandingsvloot ongehinderd kon overvliegen. Bij het aanvallen van Duits geschut bij Wekerom raakte zijn toestel in brand en stortte hier neer.
Tot 1965 stond er aan de Otterlose weg de korenmolen de Heetmolen en aan de Roekelseweg een door de Grote Valkse beek aangedreven papiermolen. De naam heetmolen duidt op de toenmalige bedekking van de kap met heide (heet). Op een kaart uit de 17e en later op die uit de 19e eeuw komt de papiermolen voor.

## Natuur
Vlak bij het dorp ligt "Het Wekeromse Zand". Dit is een uniek zandverstuivingsgebied, 500 ha groot. Midden in het bos ligt een grote open vlakte (ong 100 ha) waar het zand vrij spel heeft. Moeflons zorgen ervoor dat deze zandvlakte niet “verbost”. Voor deze moeflons is het gehele gebied omheind en zijn honden niet toegestaan. Deze zandvlakte ontstond door te intensief gebruik van de grond in vroeger eeuwen. De akkers raakten uitgeput, men plagde de grond af voor nieuwe akkers, en zo ontstond een grote zandvlakte.

## Vroegere bewoning

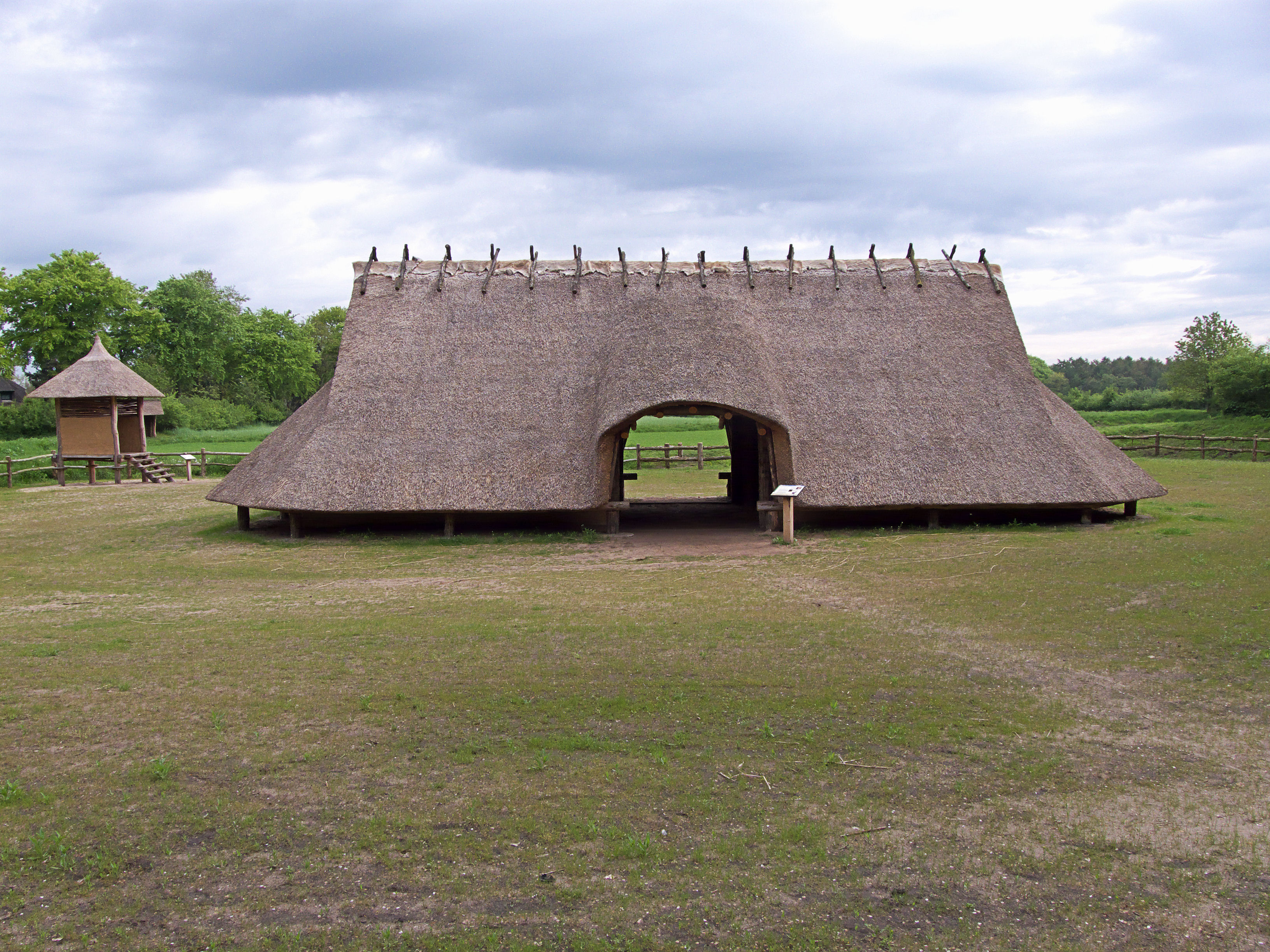
Boerderij met spieker uit de ijzertijd

Ten westen van Wekerom langs de Vijfsprongweg liggen zogeheten raatakkers, ook wel celtic fields genoemd. Het complex is ongeveer 80 ha groot geweest, waarvan 1 ha is gerestaureerd. Deze kleine akkertjes werden gebruikt vanaf 400 voor onze jaartelling tot enkele eeuwen erna. Er werd onder andere emmertarwe en spelt op verbouwd. Nu wordt er boekweit, gerst, tarwe, vlas, stambonen, phacelia en zonnebloemen op verbouwd.
In 2011 is onder auspiciën van de stichting Het Gelders Landschap bij de gerestaureerde raatakkertjes een ijzertijdboerderij met een spieker (opslagschuurtje) uit de ijzertijd gereconstrueerd.

## Geboren of woonachtig geweest in Wekerom
- Emile Kerkhoven (1921-1944), student en verzetsstrijder
- Hennie Top (1956), wielrenster en schaatsster

## Fotogalerij

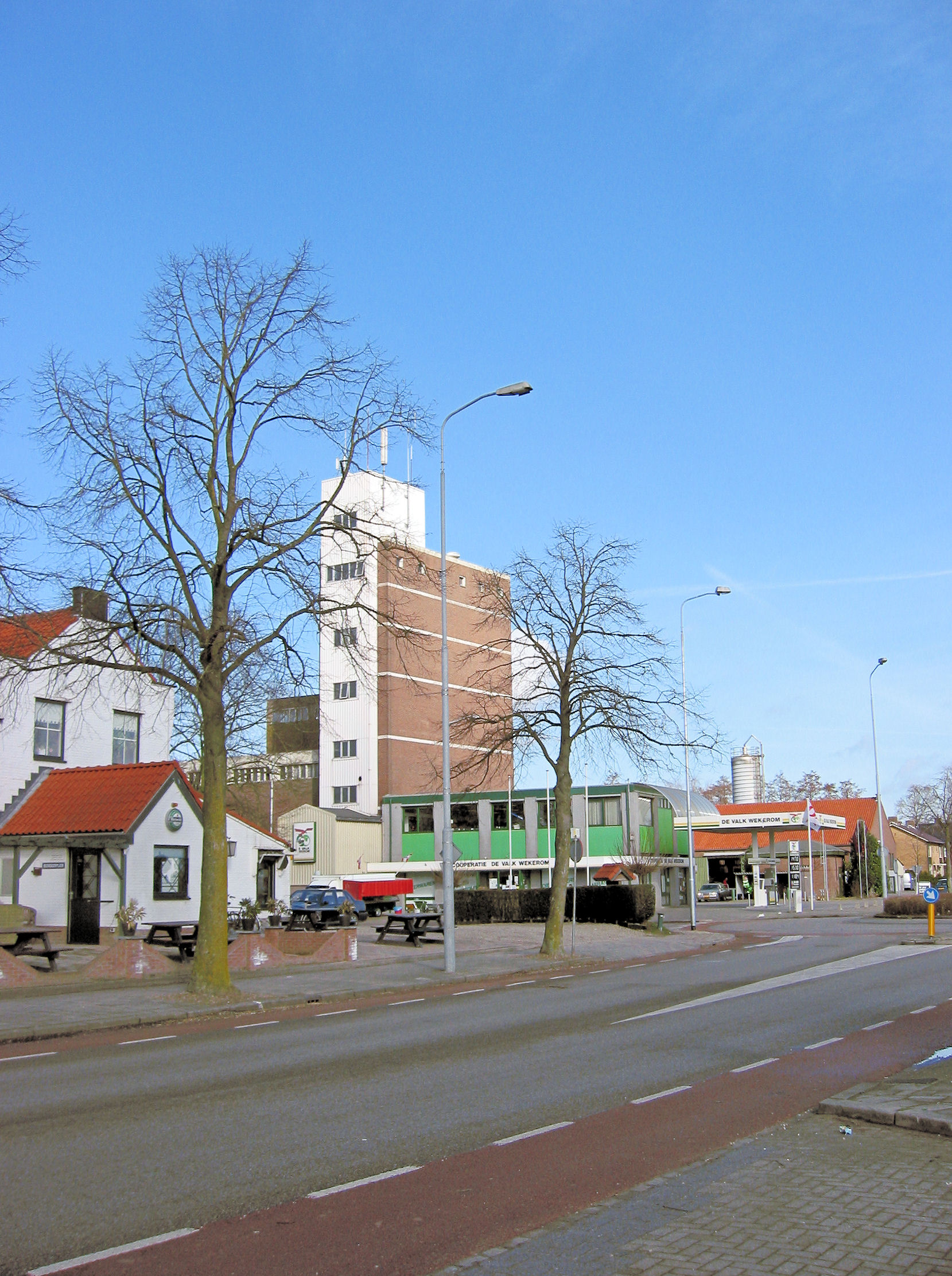
Edeseweg met silo van de coöperatie
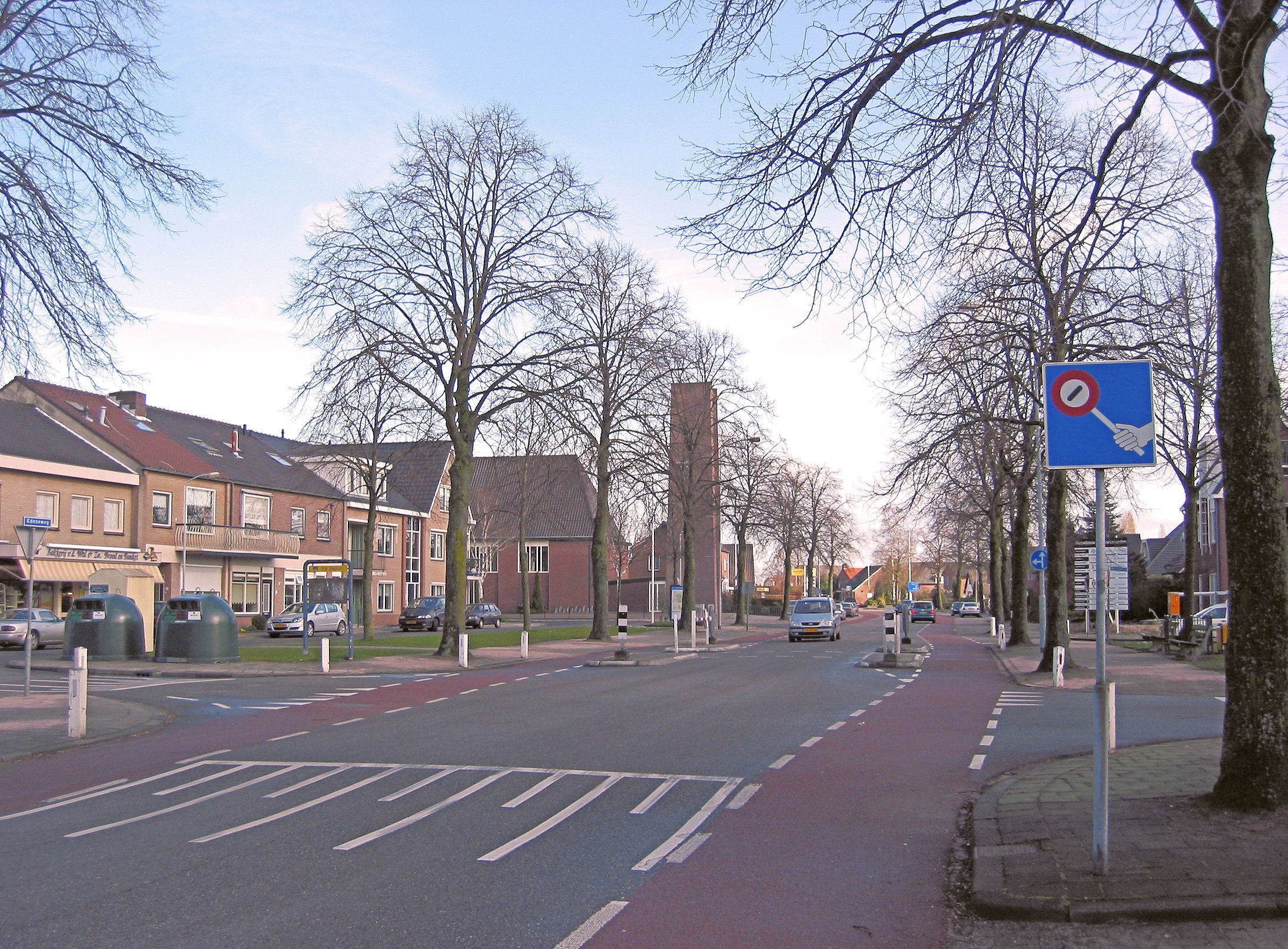
Edeseweg centrum Wekerom met in het midden van de foto de kerk
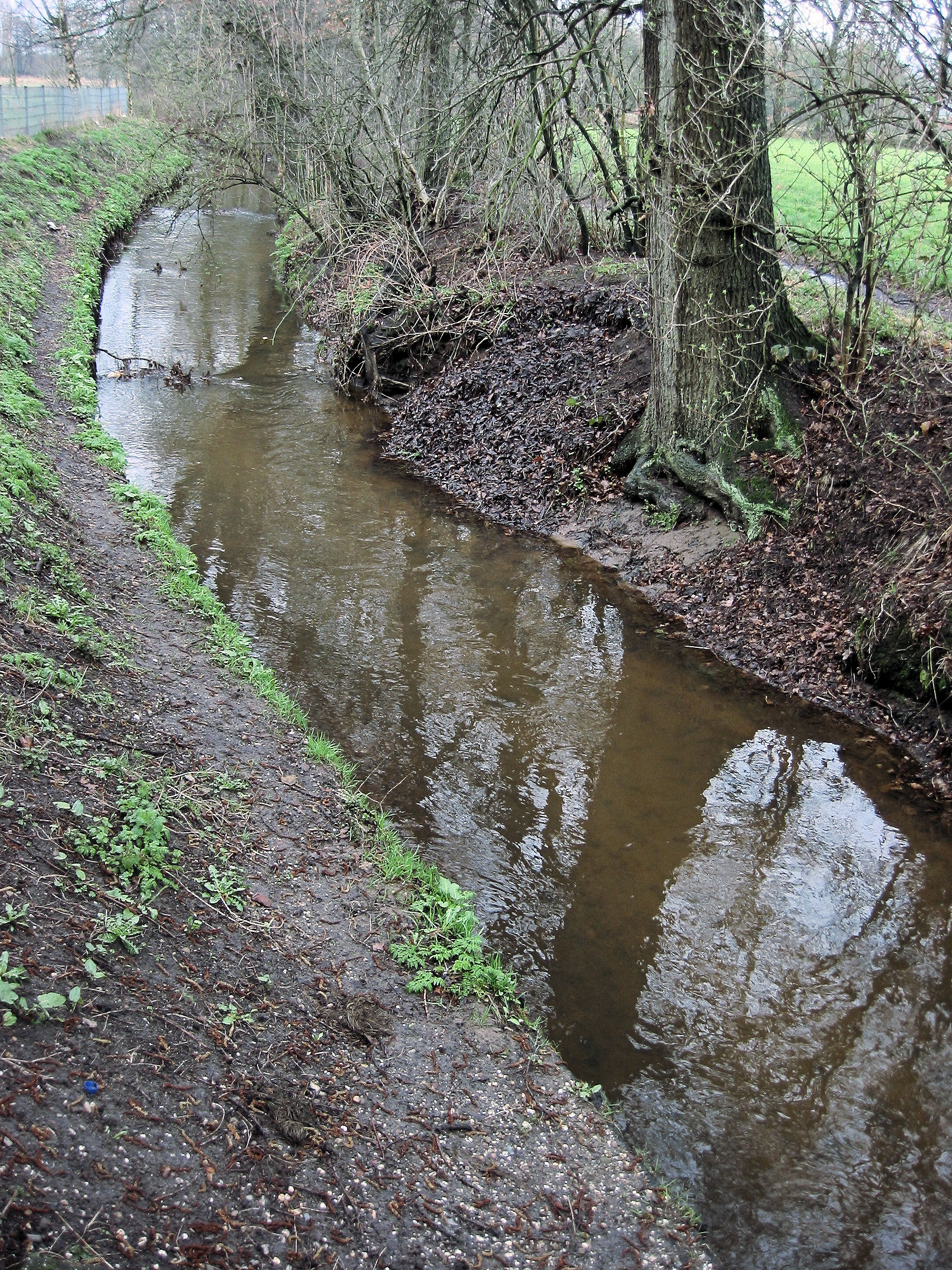
Grote Valkse Beek vanaf dorp in oostelijke richting
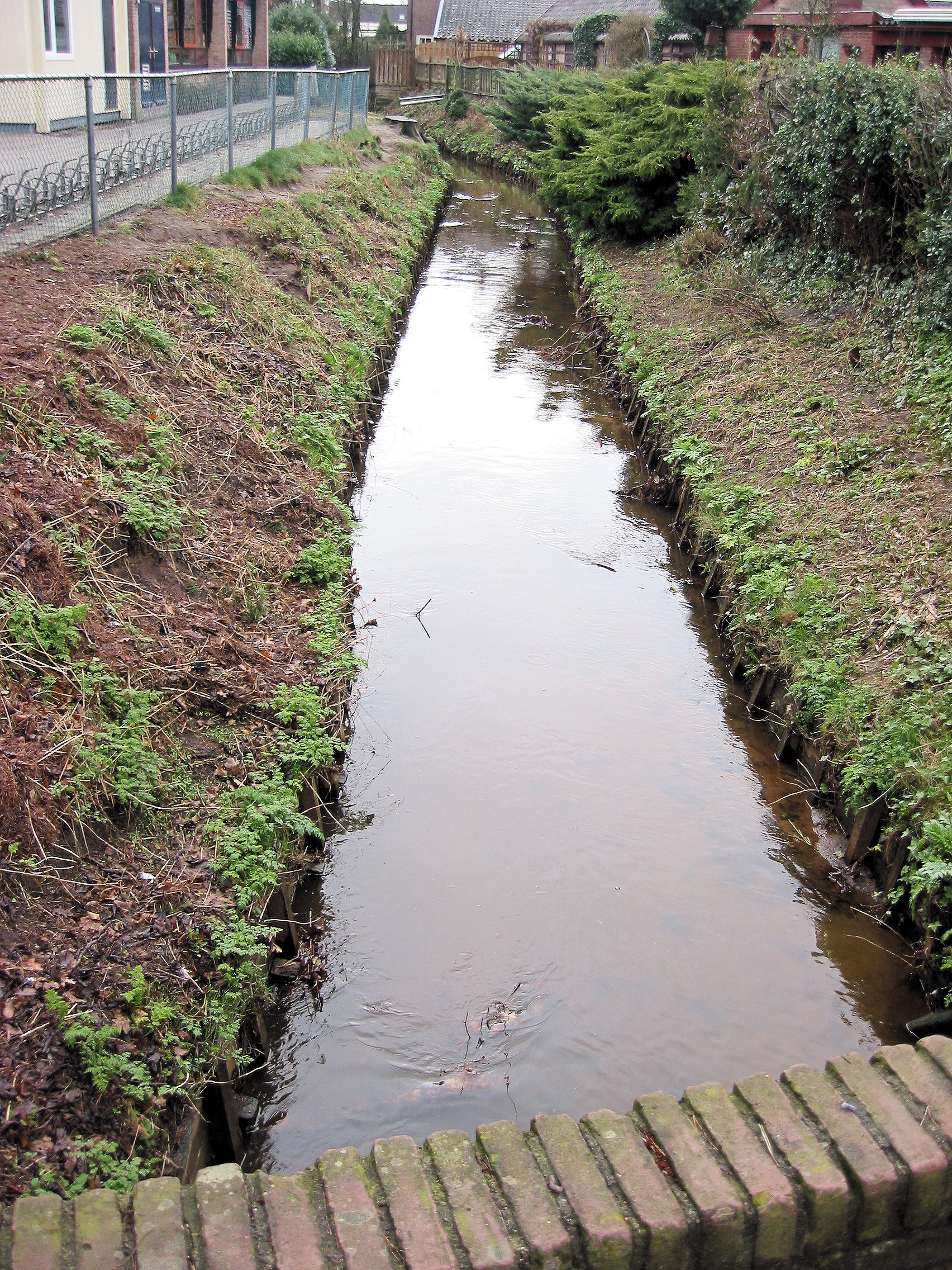
Grote Valkse Beek vanaf Evekinkweg richting Edeseweg
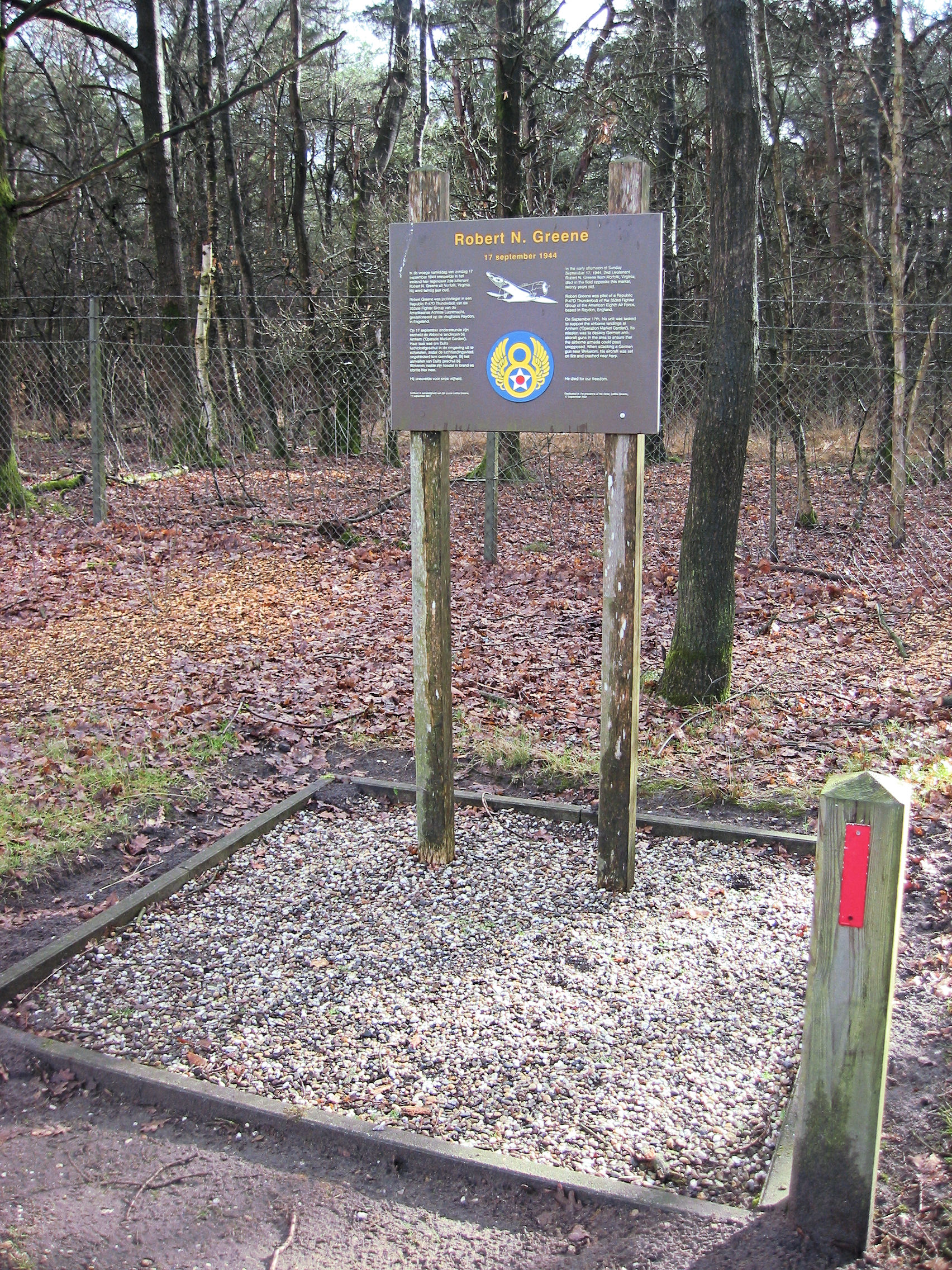
Robert N. Greene memorial
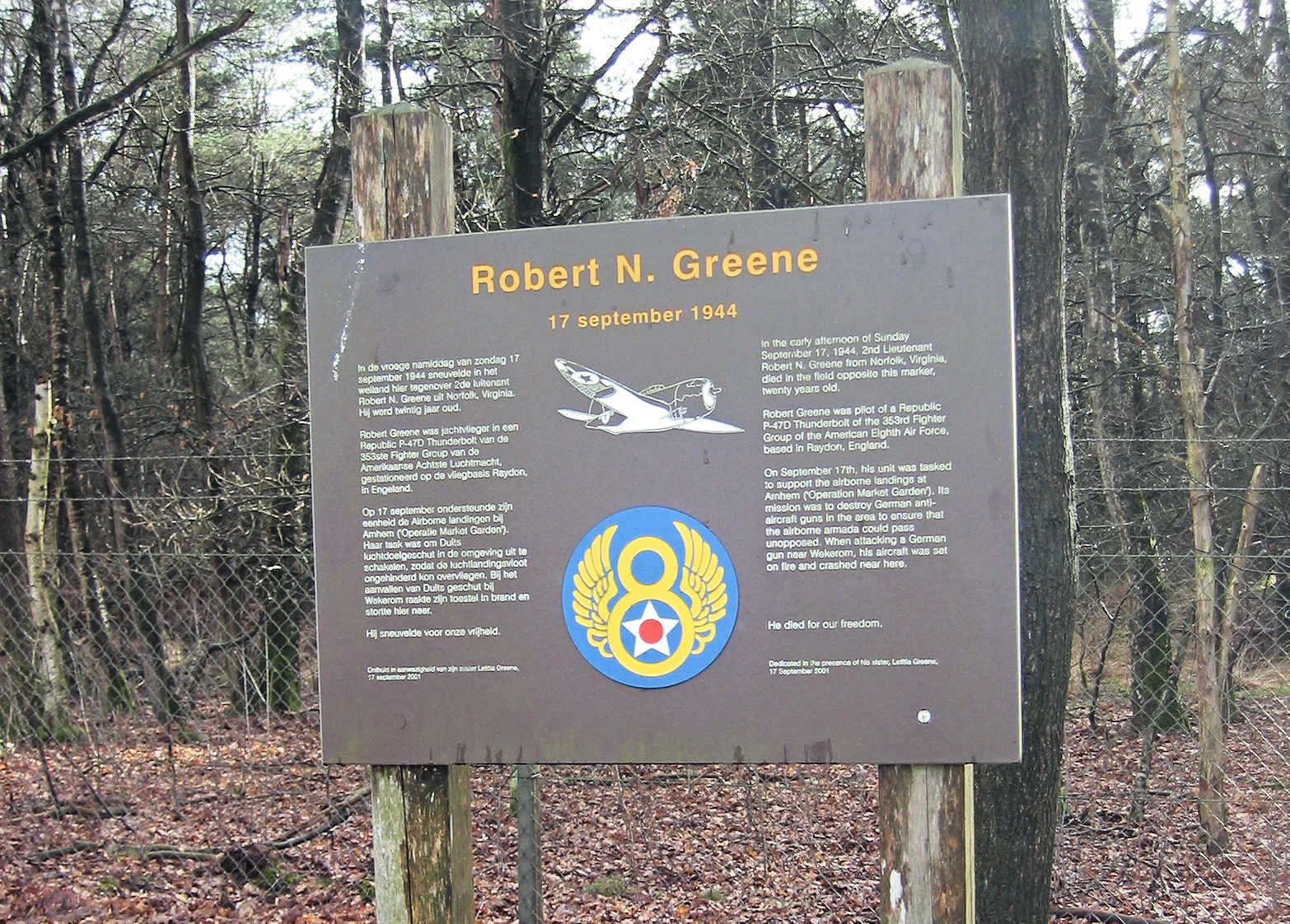
Robert N. Greene memorial tekst

Hoofdplaats: Ede       Dorpen: Bennekom · Ederveen · Harskamp · Hoenderloo (deels) · De Klomp · Lunteren · Otterlo · Wekerom

Buurtschappen: Deelen · Doesburgerbuurt · Driesprong · Eschoten · De Ginkel · Hoekelum · Hoog Baarlo · De Kade · De Kraats · Manen · Meulunteren · Mossel · Nederwoud · Nergena · Nieuw-Reemst · (Oostdorp) · Oud-Reemst · Overwoud · Roekel · De Valk · Walderveen · Westeneng

Gelderland: Steden en dorpen in Gelderland      Nederland: Provincies · Gemeenten